# Вінченцо Мартеллота
Вінченцо Мартеллота (італ. Vincenzo Martellotta, 1 січня 1913, Таранто — 27 серпня 1973, Кастельфранко-Емілія) — італійський військовик учасник Другої світової війни, нагороджений Золотою медаллю «За військову доблесть».

## Біографія
Вінченцо Мартеллота народився 1 січня 1913 року в Таранто. Після закінчення ліцею в Конверсано вступив на інженерний факультет університету Неаполя, але у 1931 році перевівся у Військово-морську академію в Ліворно, де вивчав морські озброєння.
Продовжив навчання та здобув диплом інженера в Туринській політехніці. У 1935 році отримав звання молодшого лейтенанта, у 1936 - лейтенанта.
У 1937 році ніс службу в торпедно-артилерійському відділі на військово-морській базі в Массауа. Після повернення до Італії був переведений в центр підводних озброєнь у Ла-Спеції. 
Восени 1940 року був переведений до складу 10-ї флотилії МАС. 
Брав участь у невдалій атаці Мальти влітку 1941 року. У грудні того ж року брав участь у рейді на Александрію.
Разом з Маріо Маріно мав закласти вибухівку під британський авіаносець. Проте той незадовго перед атакою покинув Александрію, тому Мартеллота та Маріно заклали бомбу під танкер «Сагона». Від вибуху танкер «Сагона» розламався навпіл та затонув. Вибуховою хвилею також був пошкоджений есмінець «Джервіс».
Мартеллота та Маріно вибрались на берег та вирушили до пункту, де їх очікував підводний човен, але були схоплені поліцією. За успішну атаку ворожих кораблів був нагороджений Золотою медаллю «За військову доблесть». 
Після капітуляції Італії Вінченцо Мартеллота повернувся на батьківщину у 1944 році, де взяв участь у боротьбі з нацистами. Після закінчення війни брав участь у розмінуванні італійських портів.
У 1947 році, під час розмінування порту Барі виникла пожежа на складі боєприпасів, де зберігались також хімічні боєприпаси. Мартеллота брав участь у ліквідації пожежі, яка загрожувала важкими наслідками цивільному населенню. За це він був нагороджений Срібною медаллю «За військову доблесть».
У 1953 році отримав звання лейтенант-полковника, у 1960 році, з виходом у запас - звання полковника.
Помер 27 серпня 1973 року в Кастельфранко-Емілія.

## Вшанування
На честь Вінченцо Мартеллота названа школа в Таранто.
ВМС Італії на честь честь Вінченцо Мартеллота назвали дослідницьке судно «Vincenzo Martellotta (A5320)».

## Нагороди
- Золота медаль «За військову доблесть»
- Срібна медаль «За військову доблесть»
- Срібна медаль «За цивільні заслуги»